# باغ گیاه‌شناسی سلطنتی، کیو
باغ گیاه‌شناسی سلطنتی، کیو (انگلیسی: Royal Botanic Gardens, Kew) یک NDPB است که تحت پشتیبانی مالی وزارت محیط زیست، غذا و امور روستایی می‌باشد.